# Angels Unawares
Angels Unawares ("Ángeles sin saberlo") es una escultura de bronce de Timothy Schmalz instalada en la plaza de San Pedro del Vaticano desde el 29 de septiembre de 2019, la 105 Jornada Mundial del Emigrante y el Refugiado. En su inauguración el papa Francisco dijo que la escultura debía servir "para recordar a todo el mundo el reto evangélico de la hospitalidad".
La escultura, de seis metros de longitud, muestra a un grupo de 140 migrantes y refugiados en un bote. La ropa que llevan indica su procedencia de diversas culturas y momentos históricos. Por ejemplo, hay un judío que huye de la Alemania nazi, un sirio que abandona la guerra civil siria y un polaco que escapa del régimen comunista. El autor de la obra dijo que "quería mostrar los diferentes estados de ánimo y emociones involucradas en el viaje de un migrante". Anteriormente, el artista ya había hecho esculturas de un tema similar como de Homeless Jesus. Hay dos alas de ángel, con las que el autor sugiere que ayudar a un migrante es como ayudar a un ángel. La inspiración del artista fue una cita de la Biblia, en concreto Hebreos 13: 2, donde dice: "No os olvidéis de ser amables con los que lleguen a vuestra casa, pues de esa manera, sin saberlo, algunos hospedaron ángeles".
La idea de la escultura fue del cardenal Michael Czerny, canadiense y subsecretario de la Sección de Migrantes y Refugiados, quien la planteó en 2016. Precisamente entre las personas representadas en el barco están los padres de cardenal, quienes emigraron a Canadá desde Checoslovaquia. La escultura fue financiada por una familia de inmigrantes del norte de Italia, Rudolph P. Bratty Family. El 29 de septiembre de 2019, el Papa Francisco y cuatro refugiados de varias partes del mundo inauguraron la escultura. Hay una reproducción más pequeña, de aproximadamente un metro y medio, que se instalará permanentemente en la Basílica de San Pablo Extramuros de Roma.
El 27 de septiembre de 2020 se instaló un segundo ejemplar de la escultura, utilizando el mismo molde, en Washington D. C., en el campus de la Universidad Católica de América.
El 3 de noviembre de 2022, se inauguró otra réplica en el  Oratorio de San José de Mont-Royal, basílica menor católica situada en el barrio multicultural de Cote-des-Neiges en Montreal (Quebec, Canadá), en presencia del artista Timothy Schmalz y del rector del Oratorio, el padre Michael DeLaney, CSC. «La colocación de la escultura es una continuación de la misión del fundador del Oratorio San José de Mount Royal, San Hermano André, CSC. Cruce de caminos internacional, el Oratorio es un lugar significativo de acogida para muchas personas a su llegada a este país». El Oratorio de San José es la iglesia más grande de Canadá y tiene la mayor cúpula del continente americano.